# 삼염화 질소
삼염화 질소(Nitrogen trichloride)는 화학식 NCl3을 갖는 화합물이다. 기름 성분으로서 노랗고 톡 쏘는 냄새가 나며 폭발성이 있는 액체이며 암모니아 파생물과 염소 간 화학 반응의 부산물로서 흔히 사용된다.(예: 수영장에서)

## 반응 및 이용
삼염화 질소는 잘 폭발한다. 뜨거운 물에 의해 가수분해되어 암모니아와 하이포아염소산을 방출한다.
NCl3 + 3 H2O → NH3 + 3 HOCl